# پاریز
پاریز شهری در بخش پاریز شهرستان سیرجان استان کرمان ایران است. این شهر یکی از خوش آب و هواترین نقاط منطقه است 
همچنین پاریز یکی از گذرگاه‌های کاروان‌های بازرگانی بوده و آثار به جا مانده از کاروان‌سرا و پایگاه نظامی دلیلی بر این موضوع است .

## آب و هوا واقلیم
آب و هوا واقلیم شهر پاریز معتدل کوهستانی است و ارتفاع این شهر بیش از ۲٬۳۰۰ متر از سطح دریاست و تابستان های خنک و زمستان های سردی دارد.

## فاصله تا شهرهای دیگر
فاصله شهر پاریز از شهر سیرجان نزدیک به ۶۰ کیلومتر، از شهر رفسنجان حدود ۸۵ کیلومتر، از شهرک مس سرچشمه رفسنجان  حدود ۲۷ کیلومتر و از معدن مس سرچشمه رفسنجان  حدود 37 کیلومتر فاصله دارد.

## جمعیت
بر پایه سرشماری عمومی نفوس و مسکن در سال ۱۳۹۵ جمعیت این شهر ۸٬۰۰۵ نفر (در ۲٬۵۹۶ خانوار) بوده‌است.

## فضای سبز شهری
۱.بوستان معلم 
۲.پارک پردیس 
۳.پارک صنعت مس 
۴.پارک لاله 
۵.باغ های سرسبز درک 
جاذبه های گردشگری:
۶.کهن سبز 
۷.دهنه گلیگه 
۸.ابشار تافک 
۹.سرکو (سرگو)
۱۰.چشمه ذغالی 
۱۱.کوه شاه‌خیرالله 

## مشاهیر و شخصیت‌ها
- محمد ابراهیم باستانی پاریزی : مورخ به نام و برجسته ایران
- محمدعلی الله‌دادی
- علی اکبر وثوقی رهبری: تاریخ‌نگار معاصر
- کوروس سرهنگ زاده : خواننده ایرانی

حاج آخوند باستانی پاریزی موسس اولین دبستان پاریز در باغی دلگشا که هنوز از این دبستان استفاده می شود.قدمت این دبستان نزدیک به ۱۰۰ سال است.
حاج عبدالعظیم باستانی پاریزی موسس دومین دبستان پاریز و عارف بزرگ و نایب رهبر صوفیان جهان.مفسر دیوان حافظ و بوستان سعدی و ...
طاهره صفارزاده شاعر